# ۱۵۴۸ (میلادی)
۱۵۴۸ (میلادی) هزار و پانصد و چهل و هشتمین سال تقویم میلادی است.

## زادگان
- ۱۵ آوریل – پیترو کاتالدی، ریاضی‌دان ایتالیایی (د. ۱۶۲۶)